# Gene Melchiorre
Eugene "Squeaky" Melchiorre (Highland Park, Illinois, 10 de agosto de 1927-27 de septiembre de 2019) fue un jugador de baloncesto estadounidense que tras ser elegido número uno del Draft de la NBA de 1951 fue suspendido a perpetuidad por un asunto de amaño de partidos. Con 1,73 metros de altura, jugaba en la posición de base.

## Trayectoria deportiva

### Universidad
Jugó durante cuatro temporadas con los Braves de la Universidad de Bradley, en las que promedió 12,2 puntos por partido. En sus tres últimas temporadas fue elegido en el mejor quinteto de la Missouri Valley Conference, además de ser elegido en el mejor quinteto del NIT en 1950. En su último año de carrera fue incluido también en el primer equipo All-American.

#### Amaño de partidos
Melchiorre se vio involucrado en un masivo asunto de amaño de partidos en 1951, en el cual estuvieron implicados 7 universidades y 32 jugadores de todo el país. El 24 de julio de ese año, él y otros cuatro compañeros admitieron haber recibido sobornos para dejarse ganar ante Saint Joseph's en Filadelfia y ante Oregon State en Chicago.

### Profesional
Fue elegido en la primera posición del Draft de la NBA de 1951 por Baltimore Bullets, donde le ofrecieron una suma de dinero espectacular para entonces, 8.000 dólares por temporada, pero fue suspendido de por vida por el escándalo de amaño de partidos antes de que comenzara la competición.